# Santiago Durán y Lira
Santiago Durán y Lira (Illa de San Simón, 1818 – Manila, 21 de novembre de 1881) va ser un militar i polític espanyol, Ministre de Marina entre 1875 i 1876 i de nou entre 1879 i 1881.

## Biografia
Fill de mariners, va ingressar en l'Armada Espanyola com guardiamarina l'any 1834.
En 1841 va ser destinat a l'Havana com a assistent de ruta i professor de guardiamarines, hi romandria fins a 1848. Va tornar a la península en 1851 on va continuar amb la seva carrera en l'Armada al comandament de diferents vaixells.
En 1868 va ser nomenat Comandant de Marina en la província de Barcelona, fins que en 1869 va ser ascendit a contraalmirall, sent nomenat Comandant General interí de Ferrol.
Va ocupar la cartera de Ministre de Marina en 1875 i més tard, entre 1879 i 1881, al govern de Cánovas del Castillo. En deixar el ministeri, el rei Alfons XII el va nomenar membre del Consell d'Estat d'Espanya.
La seva última destinació va ser a les illes Filipines, on va exercir com Comandant General de la Posta de les Illes Filipines. Va morir en 1881 a Manila.

## Distincions
- Cavaller gran creu de l'Orde d'Isabel la Catòlica
- Cavaller gran creu de l'Orde de Sant Hermenegild
- Creu de Distinció de la Marina
- Creu Llorejada de Sant Ferran de 1a Classe